# Masanori Sugiura
Masanori Sugiura est un joueur de baseball japonais né le 23 mai 1968.

## Biographie
Masanori Sugiura participe aux Jeux olympiques d'été de 1992 à Barcelone où il remporte la médaille de bronze, puis aux  Jeux olympiques d'été de 1996 à Atlanta où il remporte la médaille d'argent.